# Meioneurites spectabilis
Meioneurites spectabilis là một loài côn trùng trong họ Kalligrammatidae thuộc bộ Neuroptera. Loài này được Engel miêu tả năm 2005.